# Лунга
Лунга (рум. Lunga) је село унутар општине Велики Комлуш, која припада округу Тимиш у Румунији.

## Положај насеља
Село Лунга се налази у источном, румунском Банату, на 1 километар удаљености од Србије. Са српске стране се налази село Наково, а између је гранични прелаз. Од Темишвара село је удаљено око 70 km, а од Кикинде свега 12 километара. Сеоски атар је у равничарском делу Баната.

## Историја
По "Румунској енциклопедији" место је основано 1824. године на земљи спахије Јована Наке. Да би за себе везао раднике направио је погодбу. Парцелисао је своје земљиште за 138 породица Румуна и 100 породица Немаца. Колонизовао је ту Румуне из Олтеније. Назив места је првобитно био Константија, по Јовановој кћерки. Мађарска администрација је колонији променила име у Кунселеш, јер је ту 1743. године постојало насеље за тим именом. Од 1909. године опет је названо Константа, да би у краљевини Румунији добило данашњи назив.

## Становништво
По последњем попису из 2002. године село Лунга имало је 530 становника, од чега Румуни чине 90% и Роми близу 10%. Последњих деценија број становништва опада.